# San Salvador (Venècia)
San Salvador (nom venecià) és una església de Venècia, al barri de San Marco, propera al Gran Canal.
La construcció de l'església renaixentista dedicada al Crist Salvador es va començar el 1506 sobre el solar d'una edificació més antiga, possiblement del segle vii i ja reconstruïda en el segle xii. L'arquitecte fou Tullio Lombardo, però la va acabar poc després, el 1534, Jacopo Sansovino. La façana barroca, que s'obre al Campo San Salvador, és posterior: fou començada el 1663 seguint un projecte de Giuseppe Sardi i amb decoració escultòrica de Bernardo Falcone. Del seu interior, d'una gran unitat d'estil, hi destaquen dues obres del Ticià: l’Anunciació i la Transfiguració, a més d'un Sopar d'Emaús de Giovanni Bellini.
Al lateral dret s'aixeca el grandiós monument funerari al dux Francesco Venier, que va ocupar el càrrec entre el 1554 i el 1556, obra de Jacopo Sansovino (1561), amb escultures d'Alessandro Vittoria (lluneta amb la Pietat entre sant Francesc i el dux) i Tommaso da Lugano (Fe i Caritat).

## Galeria

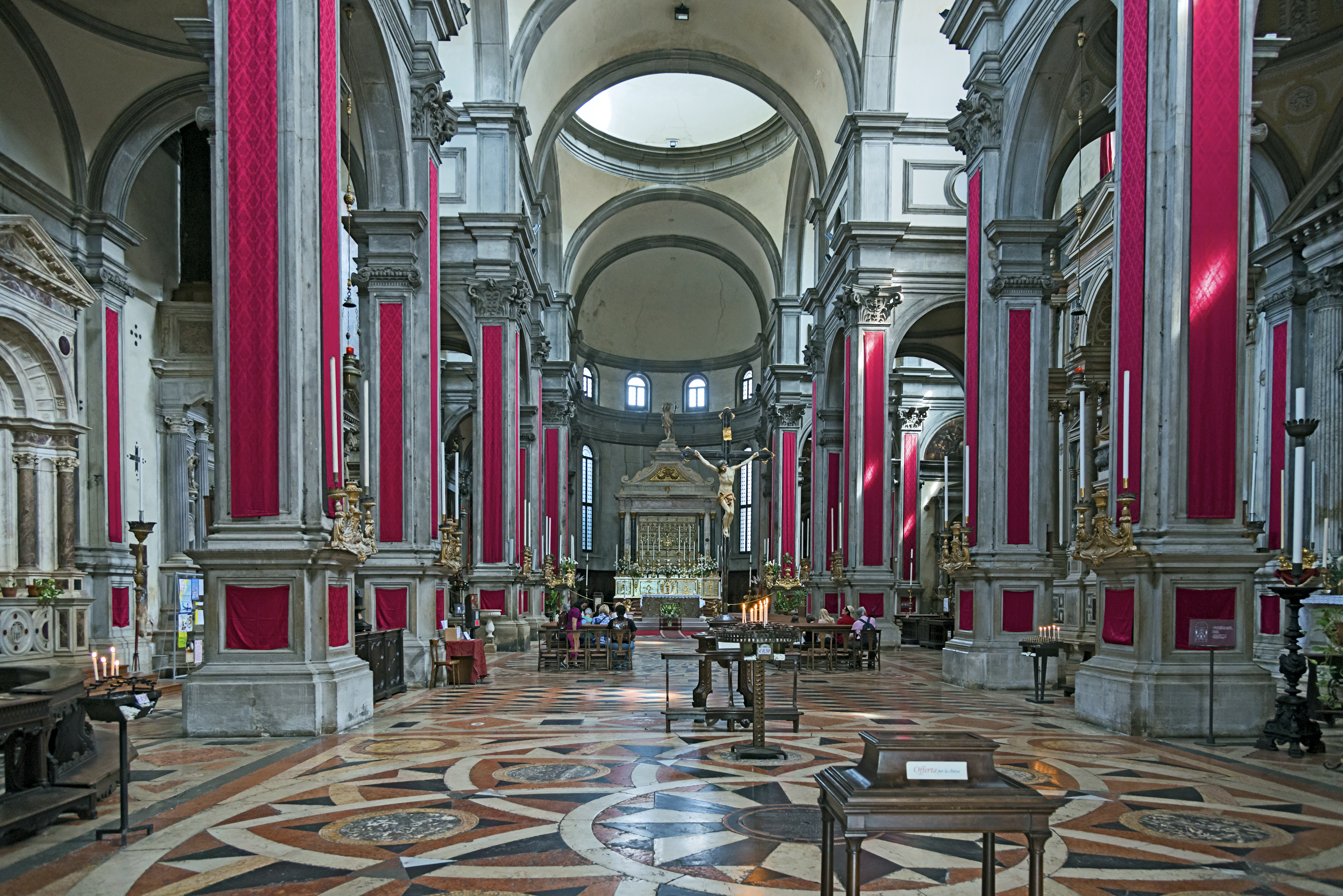
Interior
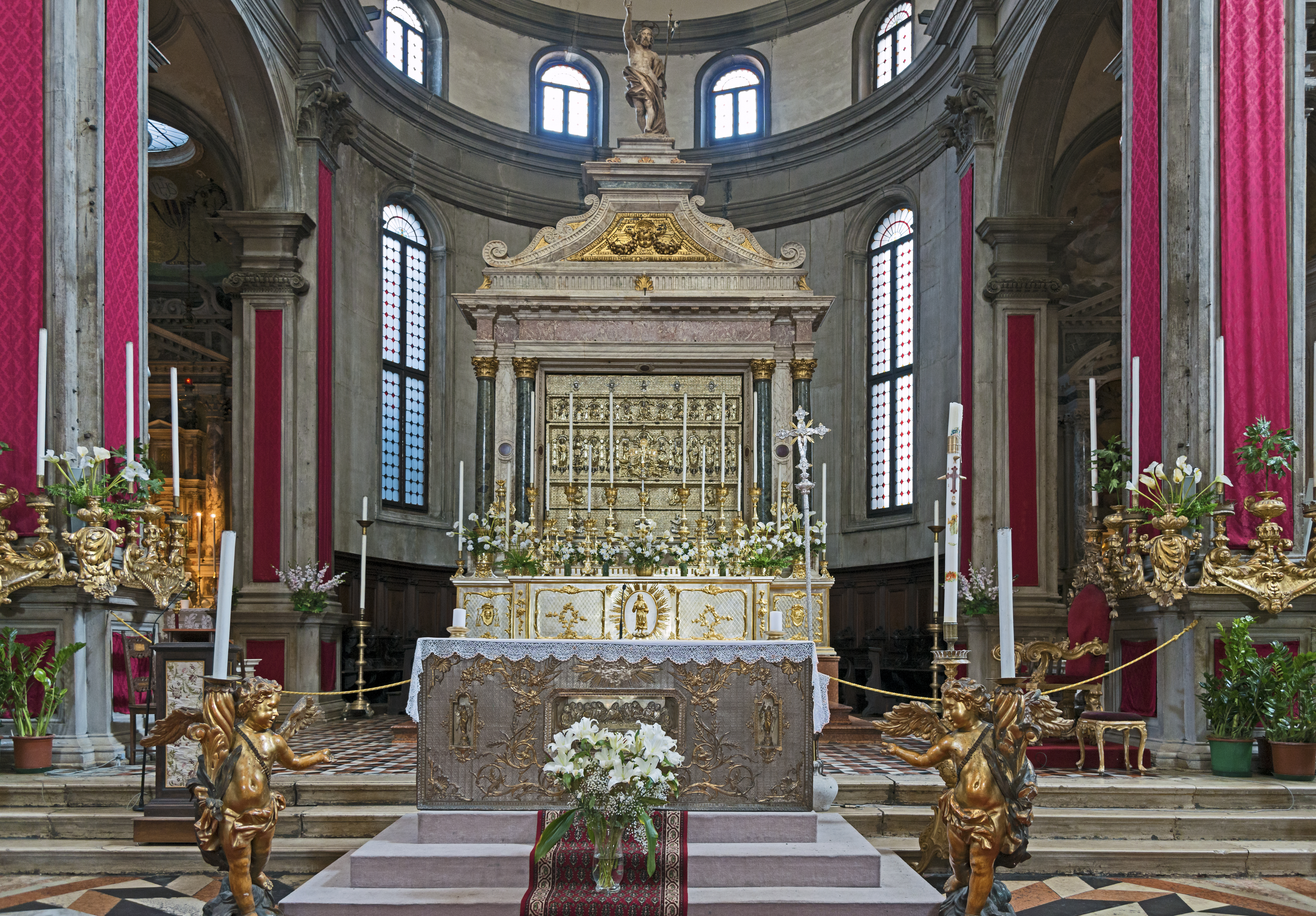
Altar i retaule
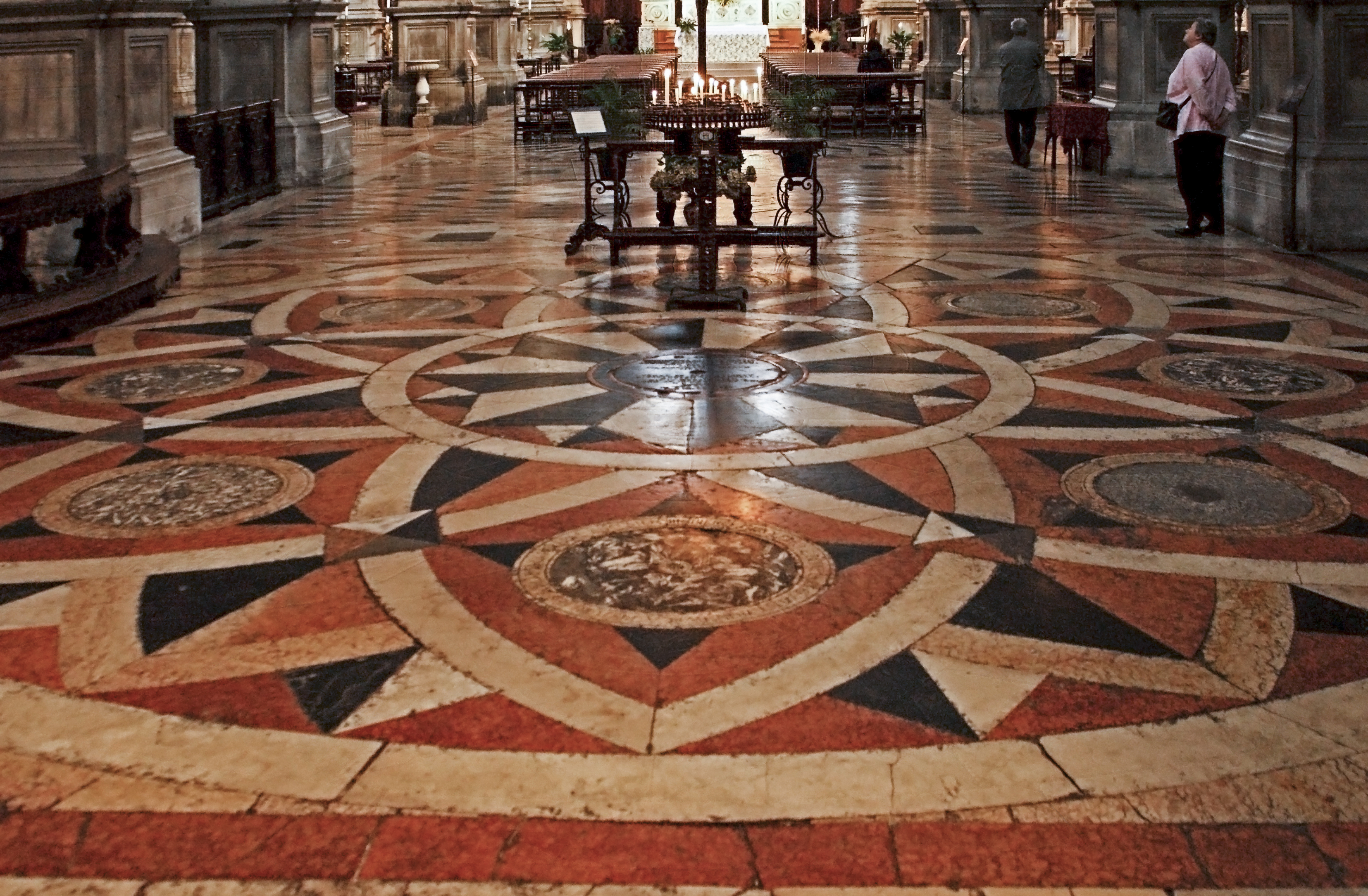
Mosaics de marbre policrom
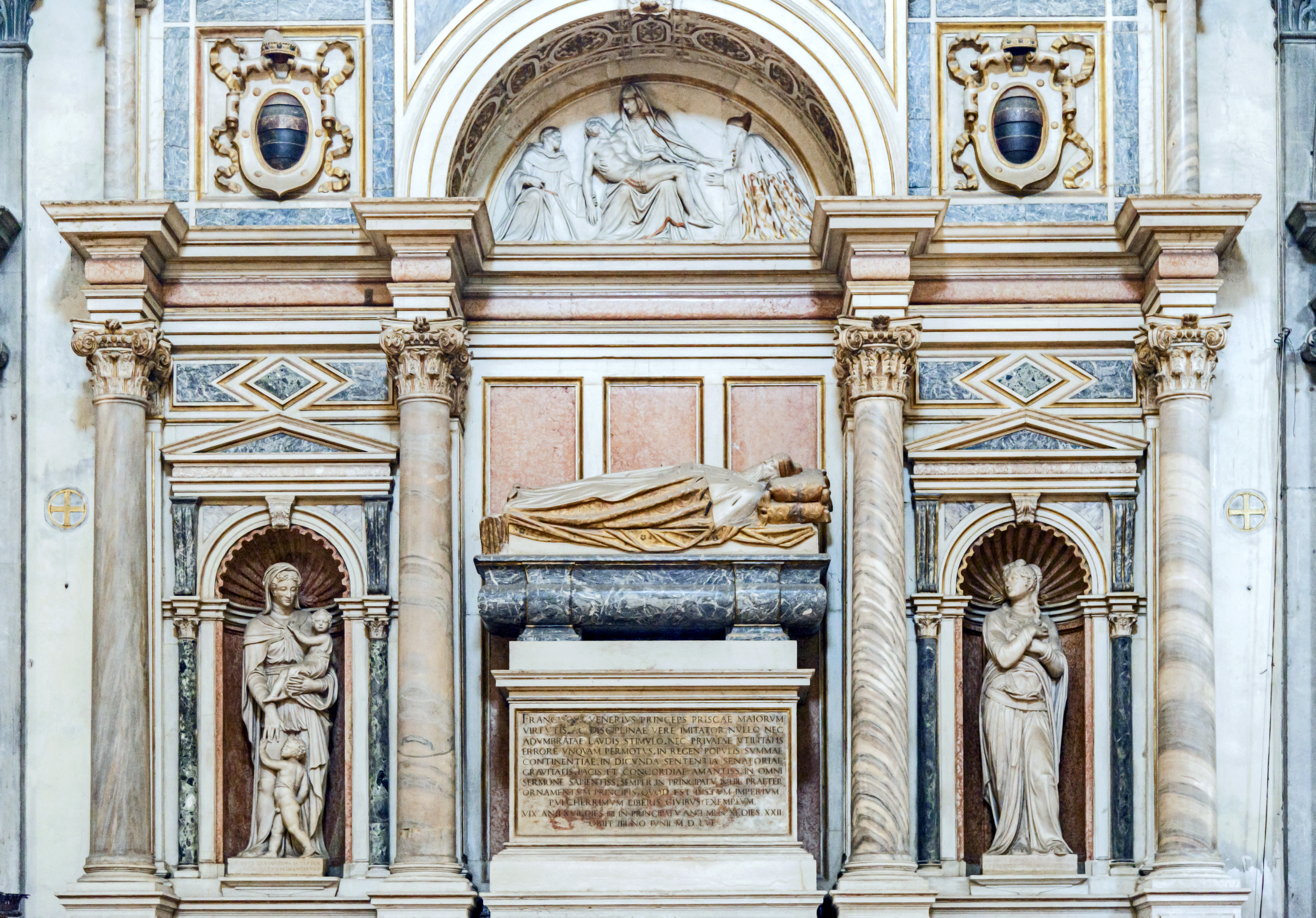
Monument funerari del dux Francesco Venier
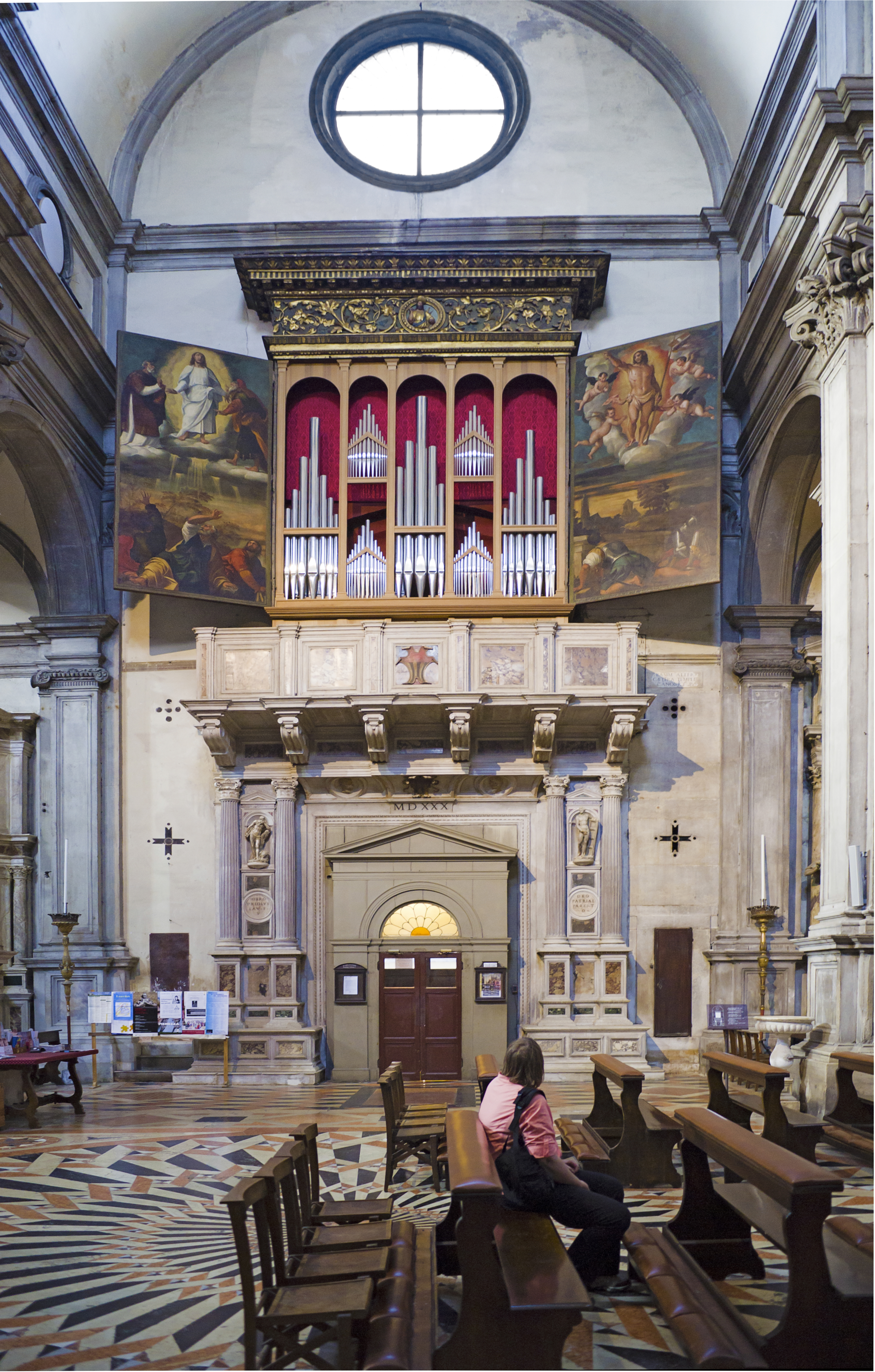
Orgue
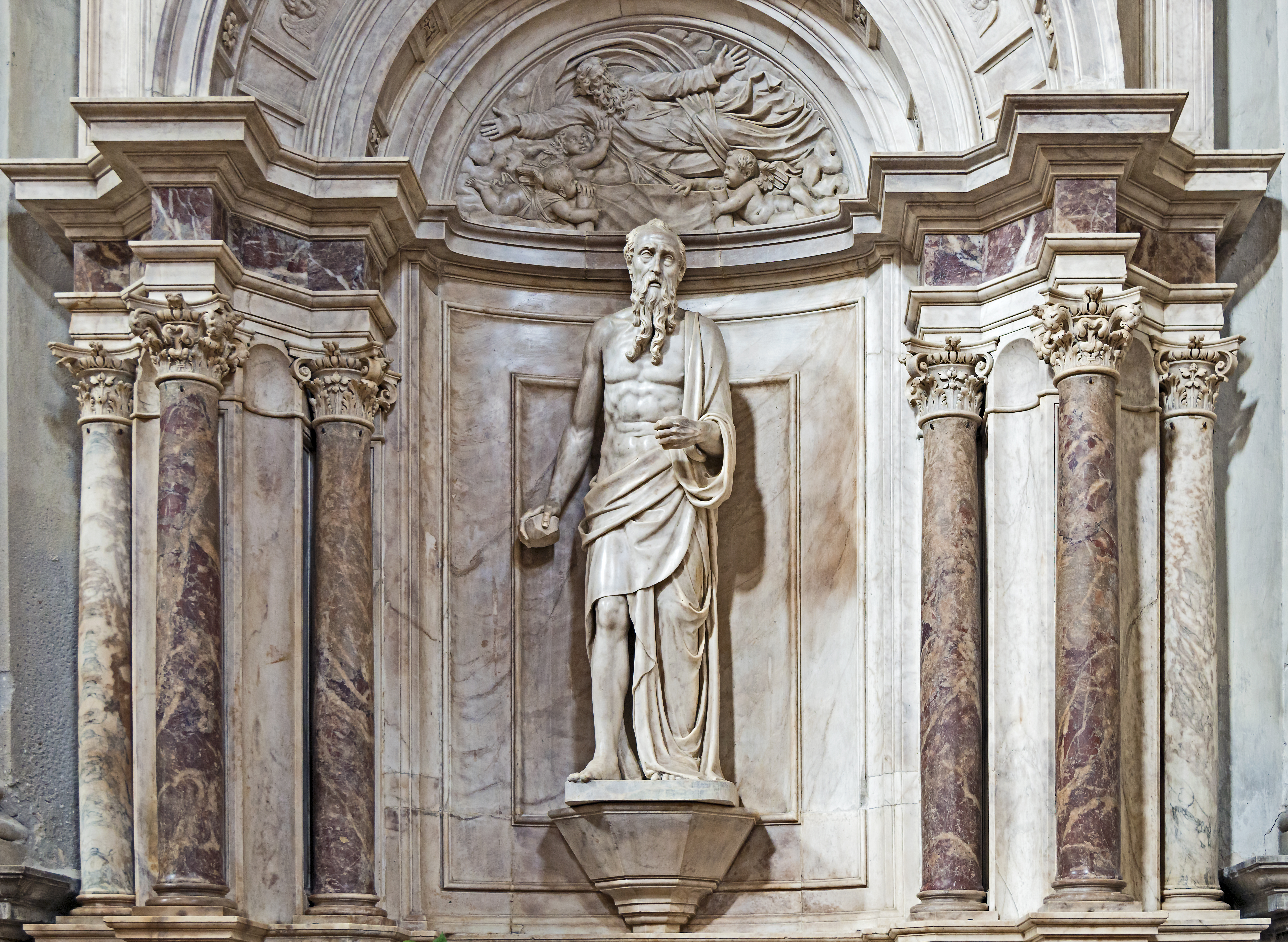
San Gerolamo
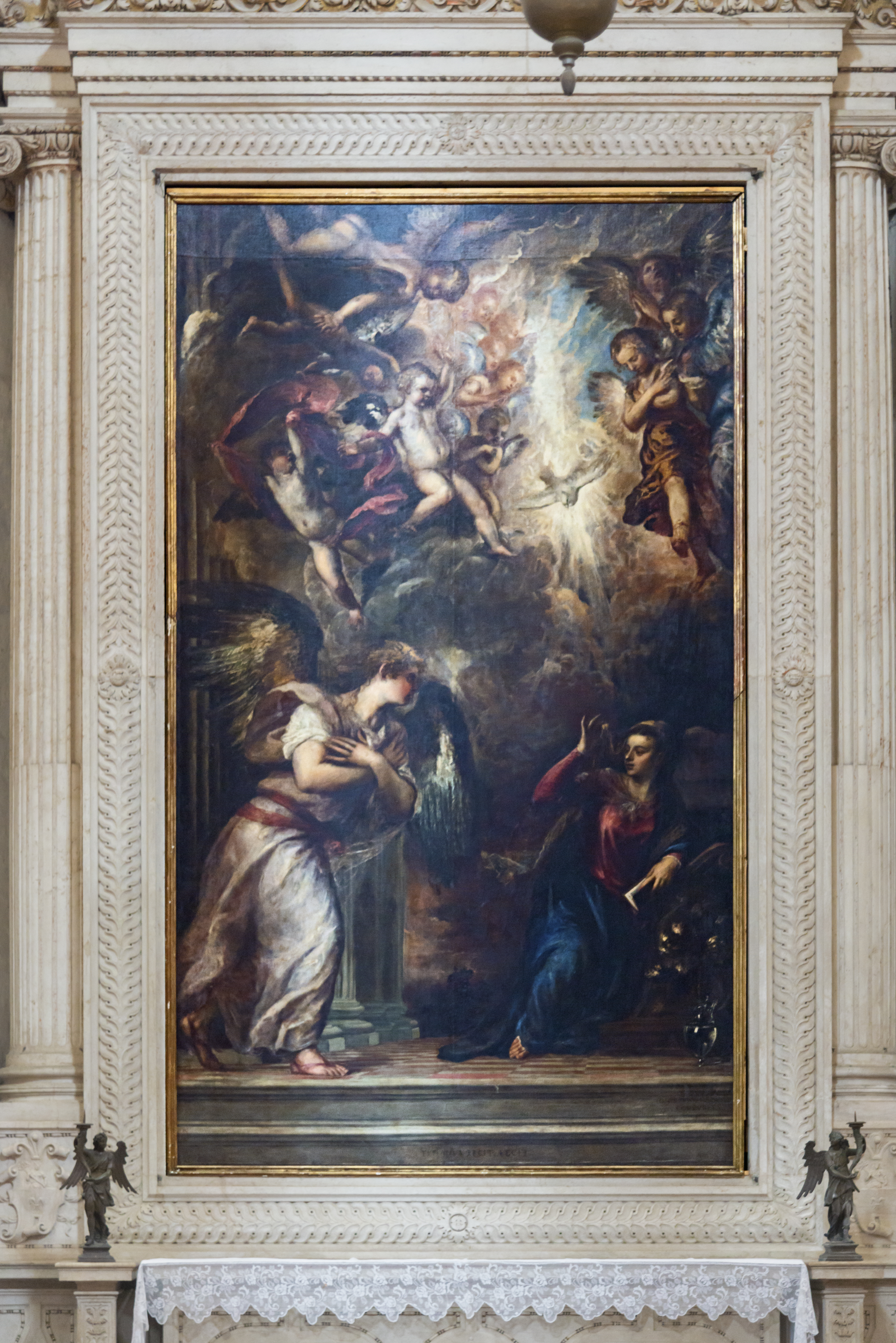
Anunciació, de Ticià